# Pieter Claesz

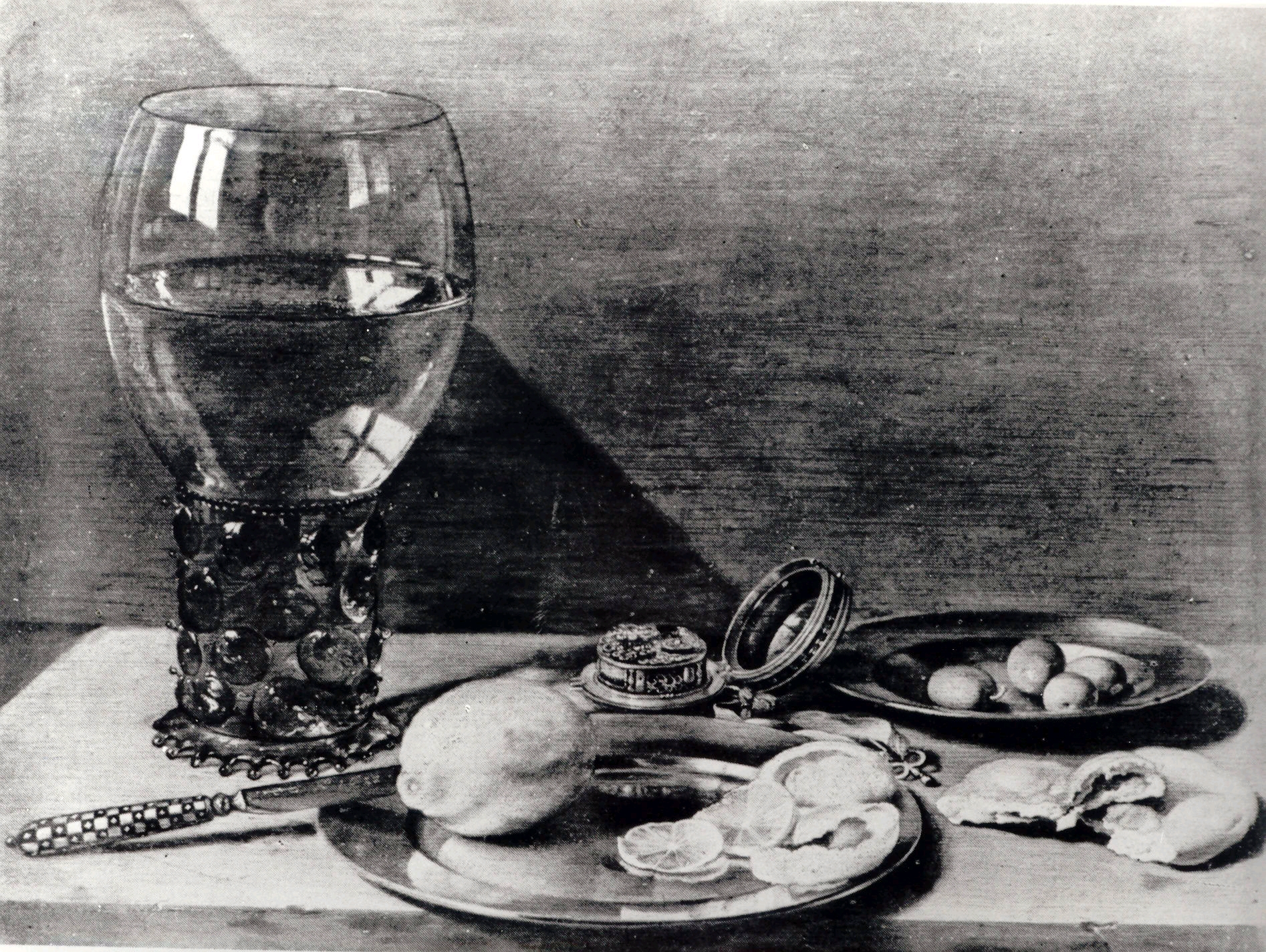
Przekąska, pochodzący ze zbiorów polskich obraz autorstwa Pietera Claesza, zrabowany w czasie II wojny światowej (nie odzyskany)

Pieter Claesz (ur. około 1597 w Berchem (Antwerpia), pochowany 1 stycznia 1661 w Haarlemie) – holenderski malarz barokowy.
W 1617 osiadł w Haarlemie i pozostał tu do końca życia. Na obrazach podpisywał się jako P.C. Malował martwe natury ukazujące zjawisko przemijania tak zwane vanitas – obrazy utrzymane w ciemnych kolorach, mało kontrastowe z subtelną grą świateł. W późniejszym okresie, zwłaszcza po 1640 stosował żywszą i cieplejszą kolorystykę. Jego największym konkurentem, również malującym martwe natury o podobnej tematyce był, Willem Claesz Heda. Uczniem i współpracownikiem Claesza był Roelof Koets.
Nazwisko Claesz powstało od imienia Claes oraz skrótu słowa zoon (syn). Tak więc jego właściwe nazwisko nie jest znane. Historycy sztuki zwracają uwagę, że Willem Heda miał ojca tego samego imienia, obaj mieszkali w tej samej okolicy, obaj też malowali obrazy o podobnej tematyce i stylu.
Pieter Claesz był ojcem malarza znanego jako Nicolaes Berchem.

## Galeria

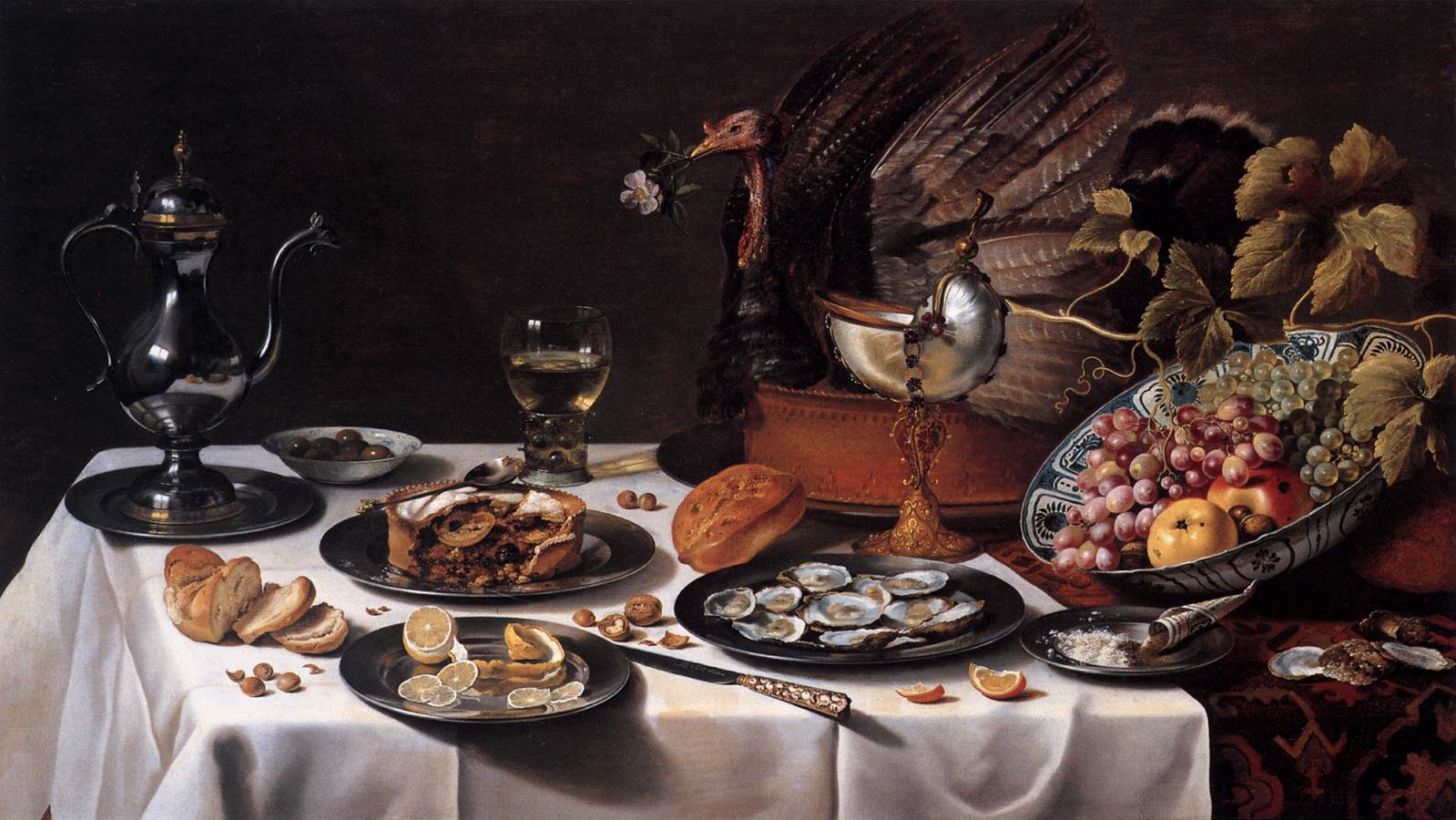
Martwa natura, 1627
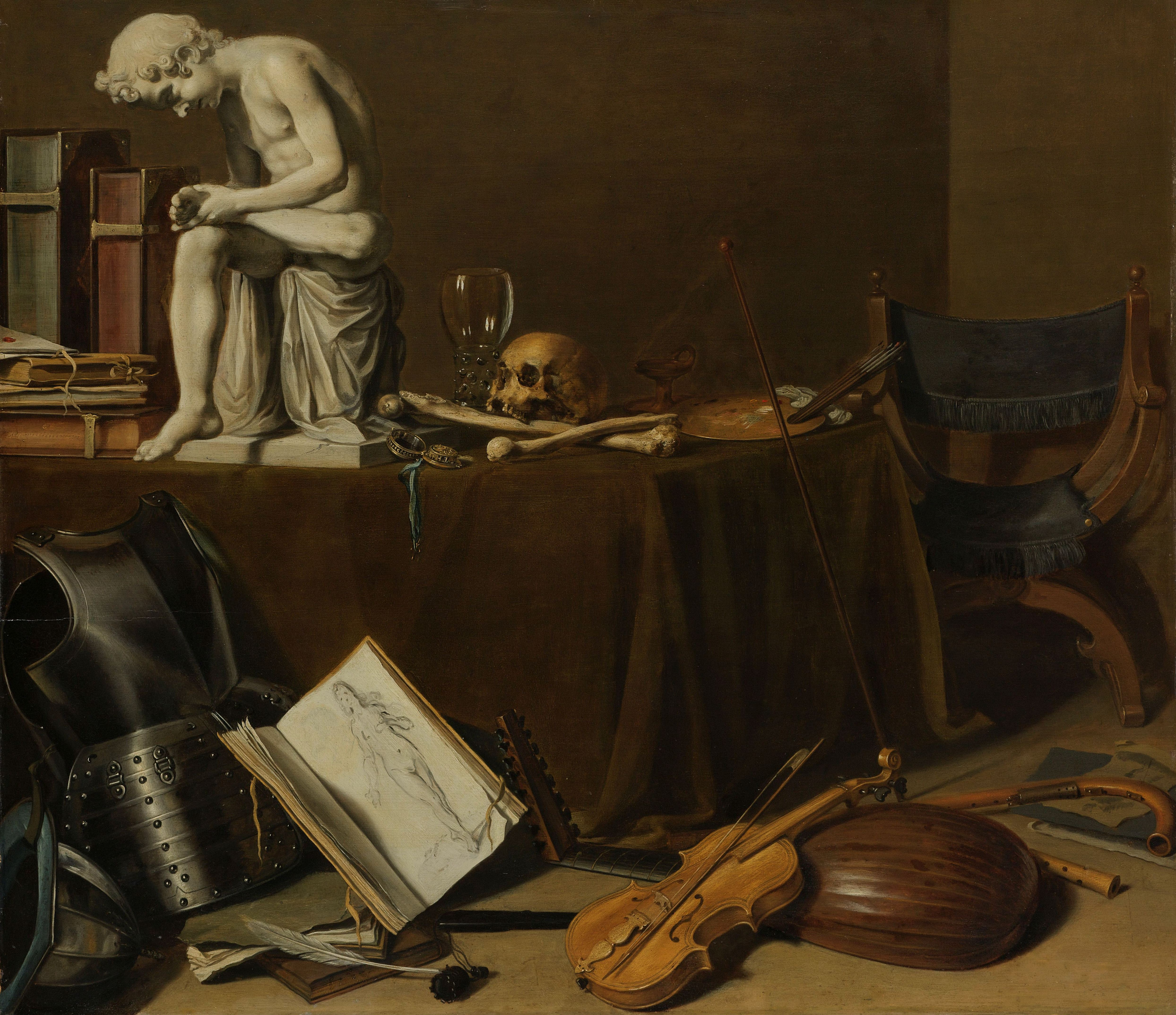
Martwa natura z posążkiem Spinario, 1628
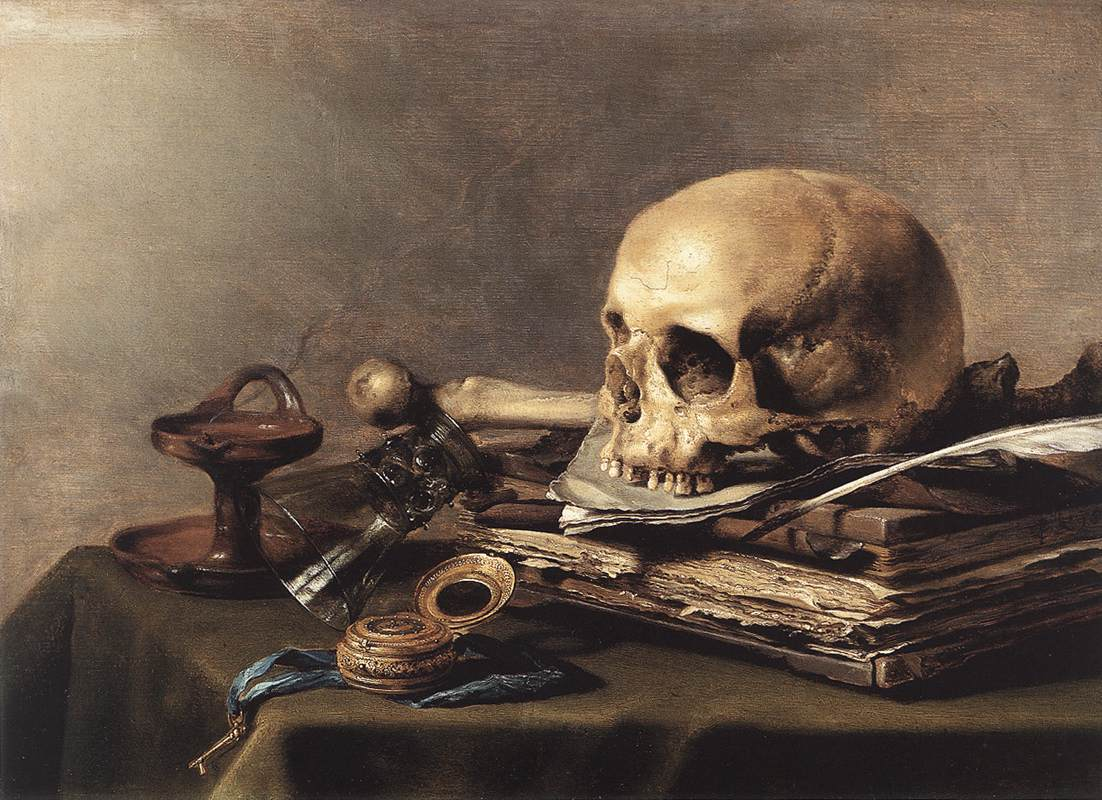
Vanitas, 1630
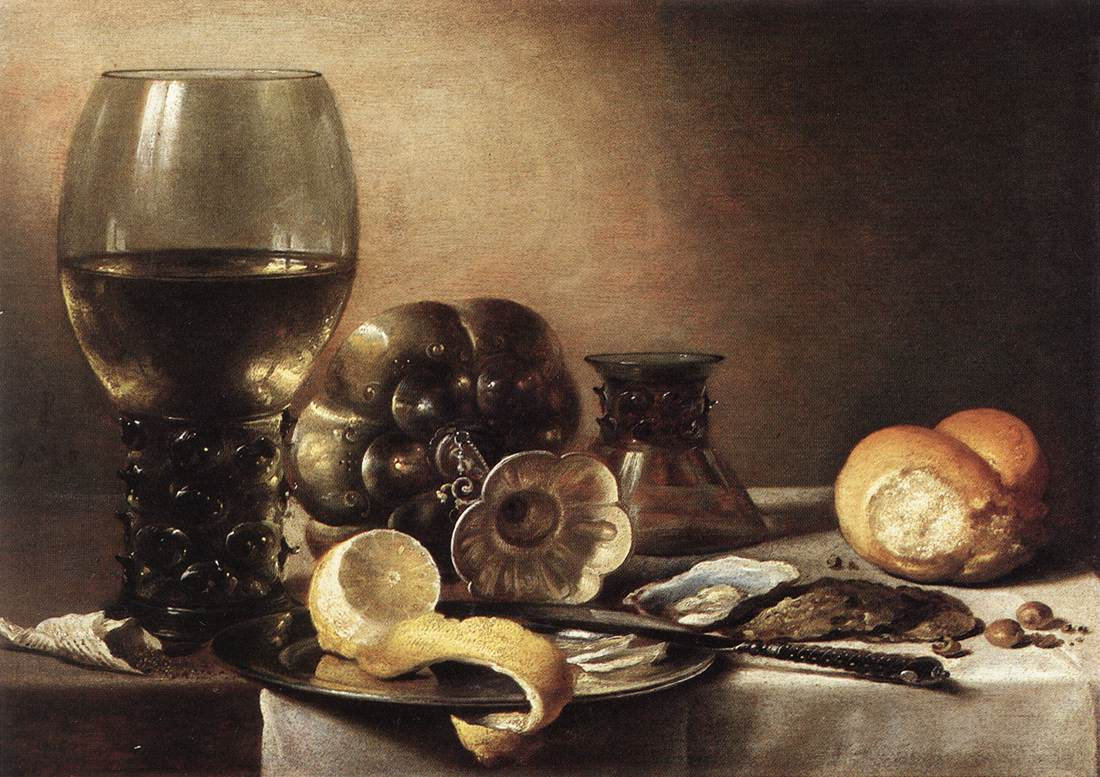
Martwa natura, 1633
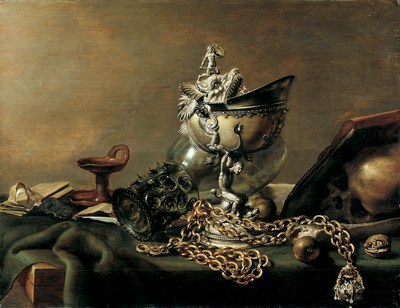
Martwa natura, 1636